# Alteromonadaceae
Die Alteromonadaceae sind eine Familie von Bakterien innerhalb der Gammaproteobacteria. Einige Arten sind psychrophil, sie können auch unter niedrigen Temperaturen, wie 0 °C wachsen. Auch barophile Vertreter sind vorhanden, sie tolerieren hohen Druck.

## Merkmale

### Erscheinungsbild
Es handelt sich um gramnegative Bakterien. Die stäbchenförmigen Zellen können gekrümmt oder gerade sein. So handelt es sich bei der Art Alteromonas macleodii um gerade Stäbchen mit den Maßen von 1 × 2–3 µm. Endosporen oder Mikrocysten werden nicht gebildet. Die Zellen sind mit Hilfe einer polaren Geißel beweglich (motil).

### Wachstum und Stoffwechsel
Die Alteromonadaceae sind chemoorgano-heterotroph und aerob. Die meisten Arten reagieren Katalase- und Oxidase-positiv. Auch Fermentation kann unter Sauerstoffausschluss als Stoffwechselweg dienen. Zu den anaeroben Gattungen zählt z. B. Alishewanella.
Die meisten Arten verfügen nicht über das Enzym Arginindihydrolase (ADH). Sie sind jedoch in der Lage, Gelatine und Stärke zu hydrolysieren. Sie benötigen Natrium-Ionen zum Wachstum und tolerieren einen Gehalt an Natriumchlorid von 6 bis 8 %. Daher wachsen sie optimal auf Marine-Agar oder in einem anderen, dem Meerwasser nachempfundenen Nährmedium.

### Chemotaxonomie
Der GC-Gehalt, also der Anteil der Nukleinbasen Guanin und Cytosin in der Bakterien-DNA, liegt im Bereich von 40–48 Molprozent. Das Haupt-Menachinon ist Q-8. Die in den Membranlipiden vorkommenden Fettsäuren sind hauptsächlich Moleküle mit einer geraden Zahl von Kohlenstoffatomen (C16 und C18) und keiner Doppelbindung (gesättigte Fettsäuren) bzw. einer Doppelbindung (ungesättigte Fettsäuren). Es handelt sich um die Fettsäuren mit den Abkürzungen C16:0 (Hexadecansäure, Palmitinsäure), C16:1ω7 (cis-9-Hexadecensäure, Palmitoleinsäure) und C18:1ω7 (cis-11-Octadecensäure, cis-Vaccensäure).

## Systematik
Die Alteromonadaceae wurden von E. P. Ivanova und V. V. Mikhailov im Jahre 2001 eingeführt. Mehrere Gattungen, wie beispielsweise Colwellia (fakultativ anaerob) oder Shewanella (mit einigen pathogenen Arten) wurden 2004 anderen, neu eingeführten Familien zugeordnet, die alle der Ordnung der Alteromonadales angehören.
Die Familie der Alteromonadaceae enthält folgende Gattungen, Alteromonas ist die Typusgattung:
- Aestuariibacter Yi et al. 2004
- Agaribacter Teramoto & Nishijima 2014
- Agarivorans Kurahashi & Yokota 2004
- Aliagarivorans Jean et al. 2009
- Alishewanella Fonnesbech Vogel et al. 2000 emend. Kim et al. 2009
- Alteromonas Baumann et al. 1972 emend. Van Trappen et al. 2004
- Bowmanella Jean et al. 2006 emend. Lai et al. 2009
- Catenovulum Yan et al. 2011
- Glaciecola Bowman et al. 1998 emend. Van Trappen et al. 2004
- Haliea Urios et al. 2008
- Marinimicrobium Lim et al. 2006 emend. Yoon et al. 2009
- Marinobacter Gauthier et al. 1992
- Marinobacterium González et al. 1997
- Salinimonas Jeon et al. 2005

## Ökologie
Einige Arten sind psychrophil, sie zeigen unter niedrigen Temperaturen Wachstum. Hierzu zählen z. B. Arten der Gattung Glaciecola. Auch die, nun zu einer eigenen Familie gestellte Gattung Colwellia ist psychrophil, so zeigt die Art C. psychrerythraea bei Temperaturen zwischen 0 und 19 °C Wachstum. Beide Vertreter sind auch barophil, sie zeigt Wachstum unter den extremen Druckverhältnissen von 400 bis 600 MPa.